# Carle Bahon
Pour les articles homonymes, voir Bahon.
Carle Bahon (né le 13 mars 1873 à Laval et mort le 31 janvier 1944 à Rennes) est un homme politique français.
Membre de la Section française de l'Internationale ouvrière (SFIO), il est le premier maire socialiste de Rennes de 1925 à 1929.

## Biographie
Carle Hyacinthe Joseph Bahon est le fils de Théodore Bahon, professeur de mathématiques au lycée de Laval. Il s'y distingue par de brillants succès scolaires, comme son frère Max Bahon. Honoré de plusieurs prix du concours général, il rejoint l'École normale supérieure en 1893 après une seconde année de vétérance effectuée au lycée Louis-le-Grand à Paris. Il est reçu en 1898 à l'agrégation d'allemand. Il se tourne principalement vers l'étude de la langue allemande et voyage beaucoup en Allemagne. Il a été pensionnaire de la Fondation Thiers.
Les deux frères, grâce aux relations paternelles, furent introduits dans les milieux les plus cultivés de la capitale. Ils y connurent notamment Gaston Boissier et les Funck-Brentano. Il enseigne tout d'abord à Toulouse, Nancy, puis à l'université de Rennes ou il remplace Victor Basch, à partir de 1906.
En politique, il adhère à Nancy à la Section française de l'Internationale ouvrière (SFIO). Il est conseiller municipal de Rennes sur la liste de Jean Janvier en 1908, 1912, 1919 et 1924 et devient maire de Rennes le 10 mai 1925 en prenant la succession du maire sortant Alfred Daniel qui ne se représentait pas. Il occupe ce poste jusqu'aux élections de 1929 où après le premier tour ayant obtenu le plus petit nombre de voix des candidats en lice, il se retire au profit du candidat républicain modéré Jean Lemaistre. Il fait sa campagne autour des bals qui ont à cette époque un grand succès populaire.
Il collabore au journal La Vie Rennaise. Son mandat est marqué par des réalisations scolaires et sociales. Il doit faire face en mars 1928 à la grève de 200 ouvriers municipaux qui manifestent contre la suppression de leur emploi annoncée à la suite de la réorganisation de l'octroi planifiée par Honoré Commeurec (1878-1945), conseiller municipal de 1908 à 1935. Il milite pour un correct réajustement des traitements du personnel municipal. En 1927, il participe aux discussions sur les travaux du palais du Commerce pour sa phase finale, et finalise la construction de la piscine Saint-Georges.
Il est également professeur d'histoire de l'art à l'École régionale des beaux-arts de Rennes. Il est responsable de la section musicale du Cercle Paul Bert de Rennes, puis deviendra le président Il est élu président d'honneur de la SPA.
Il demeura au 10, rue Lenoir à Rennes. Il meurt le 31 janvier 1944 et est inhumé à Laval.

## Publications
- « L'école de Heidelberg et le premier Romantisme allemand », Annales de l'Est, 1902, 19 p.(en ligne).
- L'épuration des eaux d'égouts. Compte rendu d'un voyage d'études en France, en Belgique et en Allemagne, en collaboration avec Charles Laurent, 1911.

## Distinctions et hommages
- Chevalier de la Légion d'honneur (30 juillet 1932)[18]

Une école, située rue Francisco-Ferrer à Rennes, porte son nom, ainsi qu'une rue quelques mètres plus loin(48° 05′ 48,58″ N, 1° 39′ 16,33″ O)